# Lista de subdivisões de Cabedelo
Este anexo contempla todas as subdivisões de Cabedelo, município da Paraíba. Cabedelo diverge pelo facto de ser um dos poucos municípios baseados em penínsulas e ilhas, ou seja o mais costeiro dentre os costeiros.

## Histórico
O município de Cabedelo é formado por dois distritos: Cabedelo (Sede) e Renascer.
Os bairros foram instituidos pela Lei nº 1.540 de 12 de agosto de 2011, constituindo-se num total de 23 bairros, sendo 19 no distrito-sede e 4 no distrito Renascer.

## Lista e mapa
| Distrito         | Bairro           |
| ---------------- | ---------------- |
| Cabedelo         | Amazônia Park    |
| Cabedelo         | Areia Dourada    |
| Cabedelo         | Camalaú          |
| Cabedelo         | Camboinha        |
| Cabedelo         | Centro           |
| Cabedelo         | Formosa          |
| Cabedelo         | Intermares       |
| Cabedelo         | Jacaré           |
| Cabedelo         | Jardim América   |
| Cabedelo         | Jardim Brasília  |
| Cabedelo         | Jardim Camboinha |
| Cabedelo         | Monte Castelo    |
| Cabedelo         | Parque Verde     |
| Cabedelo         | Poço             |
| Cabedelo         | Ponta de Campina |
| Cabedelo         | Ponta de Matos   |
| Cabedelo         | Portal do Poço   |
| Cabedelo         | Recanto do Poço  |
| Cabedelo         | Santa Catarina   |
| Renascer         |                  |
| Morada Nova      |                  |
| Parque Esperança |                  |
| Renascer         |                  |
| Salinas          |                  |